# UEFA Ifjúsági Liga
Az UEFA Ifjúsági Liga (eredetileg UEFA U-19-es Bajnokok Ligája) egy utánpótlás labdarúgó torna, amelyben minden évben a Bajnokok Ligájában főtáblás 32 klub, illetve a hazája kiemelt utánpótlás bajnokságát megnyerő klub indíthat csapatot. Az elődöntőket és a döntőt hagyományosan a svájci Nyonban, a Colovray Stadionban rendezik. A 2022–23-as kiírásra a Stade de Genève stadionba helyezték át, mivel a résztvevő klubok szurkolóinak érdeklődése megnőtt a torna iránt. A győztes csapat a Lennart Johansson-trófeát kapja, amelyet az UEFA korábbi elnökének tiszteletére neveztek el.

## Története
2010 májusában a Bayern München–Internazionale döntő előtt három nappal a két klub U18-as korosztályos csapatainak is kiírt egy mérkőzést, amelyet az olaszok nyertek Denis Alibec két góljával. A találkozó az UEFA Under-18 Challenge (UEFA U18-as Kihívás) nevet kapta, és egyben ez volt az UEFA Ifjúsági Liga sorozat ihletője.
A 2013–2014-es első kiírást ugyanaz a menetrend szerint szervezték mint a felnőttek számára kiírt Bajnokok Ligáját, kísérleti jelleggel. A nyolc csoportgyőztes és a nyolc csoportmásodik egymérkőzéses párharcot vívott, majd az elődöntőket és a döntőt semleges helyszínen rendezték.
A brit média megjegyezte, hogy a verseny azért alakult, hogy "korlátozza a NextGen sorozat növekvő befolyását".
2014 áprilisában Barcelona lett az első bajnok, a Benfincát 3–0-ra legyőzve a Nyonban tartott négyes döntőben.
A kétéves próbaidőszakot követően a torna hivatalos UEFA-verseny lett, és a kezdeti 32-es mezőny létszáma a duplájára emelkedett. A Bajnokok Ligájában főtáblás klubok utánpótlás csapataihoz az UEFA-együttható alapján megállapított 32 legjobb ország bajnoka csatlakozhatott.
A legsikeresebb csapat két győzelemmel a Chelsea és a Barcelona.
A 2024–25-ös szezontól kezdve az UEFA Ifjúsági Liga formátuma az UEFA Bajnokok Ligájában várható változásokhoz igazodva változik, néhány eltéréssel.

## Döntők
| Szezon  | Győztes                                                | Eredmény                                               | Döntős                                                 | Az elődöntő vesztesei                                  | A döntő szakasz házigazdája                            |                                                        |
| ------- | ------------------------------------------------------ | ------------------------------------------------------ | ------------------------------------------------------ | ------------------------------------------------------ | ------------------------------------------------------ | ------------------------------------------------------ |
| 2013–14 | Barcelona                                              | 3–0                                                    | Benfica                                                | Real Madrid és Schalke 04                              | Colovray Stadion, Nyon                                 |                                                        |
| 2014–15 | Chelsea                                                | 3–2                                                    | Sahtar Doneck                                          | Anderlecht és Roma                                     | Colovray Stadion, Nyon                                 |                                                        |
| 2015–16 | Chelsea                                                | 2–1                                                    | Paris Saint-Germain                                    | Anderlecht és Real Madrid                              | Colovray Stadion, Nyon                                 |                                                        |
| 2016–17 | Red Bull Salzburg                                      | 2–1                                                    | Benfica                                                | Barcelona és Real Madrid                               | Colovray Stadion, Nyon                                 |                                                        |
| 2017–18 | Barcelona                                              | 3–0                                                    | Chelsea                                                | Manchester City és Porto                               | Colovray Stadion, Nyon                                 |                                                        |
| 2018–19 | Porto                                                  | 3–1                                                    | Chelsea                                                | Barcelona és 1899 Hoffenheim                           | Colovray Stadion, Nyon                                 |                                                        |
| 2019–20 | Real Madrid                                            | 3–2                                                    | Benfica                                                | Ajax és Red Bull Salzburg                              | Colovray Stadion, Nyon                                 |                                                        |
| 2020–21 | COVID-19 világjárvány miatt az esemény törlésre került | COVID-19 világjárvány miatt az esemény törlésre került | COVID-19 világjárvány miatt az esemény törlésre került | COVID-19 világjárvány miatt az esemény törlésre került | COVID-19 világjárvány miatt az esemény törlésre került | COVID-19 világjárvány miatt az esemény törlésre került |
| 2021–22 | Benfica                                                | 6–0                                                    | Red Bull Salzburg                                      | Atlético Madrid és Juventus                            | Colovray Stadion, Nyon                                 |                                                        |
| 2022–23 | AZ                                                     | 5–0                                                    | Hajduk Split                                           | Milan és Sporting CP                                   | Stade de Genève, Genf                                  |                                                        |
| 2023–24 | Olimbiakósz                                            | 3–0                                                    | Milan                                                  | Nantes és Porto                                        | Colovray Stadion, Nyon                                 |                                                        |

## Döntősök

### Klubok szerint
| Csapat              | Győztes        | Második              |
| ------------------- | -------------- | -------------------- |
| Chelsea             | 2 (2015, 2016) | 2 (2018, 2019)       |
| Barcelona           | 2 (2014, 2018) | 0                    |
| Benfica             | 1 (2022)       | 3 (2014, 2017, 2020) |
| Red Bull Salzburg   | 1 (2017)       | 1 (2022)             |
| Porto               | 1 (2019)       | 0                    |
| Real Madrid         | 1 (2020)       | 0                    |
| AZ                  | 1 (2023)       | 0                    |
| Olimbiakósz         | 1 (2024)       | 0                    |
| Sahtar Doneck       | 0              | 1 (2015)             |
| Paris Saint-Germain | 0              | 1 (2016)             |
| Hajduk Split        | 0              | 1 (2023)             |
| AC Milan            | 0              | 1 (2024)             |

### Országok szerint
| Ország        | Győztes | Ezüstérmes | Győztes év       | Ezüstérmes év    |
| ------------- | ------- | ---------- | ---------------- | ---------------- |
| Spanyolország | 3       | 0          | 2014, 2018, 2020 | —                |
| Portugália    | 2       | 3          | 2019, 2022       | 2014, 2017, 2020 |
| Anglia        | 2       | 2          | 2015, 2016       | 2018, 2019       |
| Ausztria      | 1       | 1          | 2017             | 2022             |
| Hollandia     | 1       | 0          | 2023             | —                |
| Görögország   | 1       | 0          | 2024             | —                |
| Ukrajna       | 0       | 1          | —                | 2015             |
| Franciaország | 0       | 1          | —                | 2016             |
| Horvátország  | 0       | 1          | —                | 2023             |
| Olaszország   | 0       | 1          | —                | 2024             |

## Médiapartnerek

### 2021–2024
Az UEFA.tv csatornán hetente legfeljebb négy mérkőzést (összesen 39 mérkőzést egy szezonban) közvetítenek az eladatlan piacokon, a kiemelt mérkőzések pedig minden területen elérhetők összefoglalókkal együtt.

#### Európa
| Ország/régió       | Médiapartner     |
| ------------------ | ---------------- |
| Ausztria           | DAZN             |
| Németország        | DAZN             |
| Olaszország        | Sky Sport        |
| Hollandia          | Ziggo Sport      |
| Portugália         | Canal 11/UEFA.TV |
| Oroszország        | Match TV         |
| Spanyolország      | Movistar+        |
| Egyesült Királyság | BT Sport/UEFA.TV |
| Dánia              | Viaplay          |
| Magyarország       | Sport TV         |

#### Európán kívül
| Ország/Régió              | Médiapartner        |
| ------------------------- | ------------------- |
| Ausztrália                | Stan Sport          |
| Brazília                  | TNT Sports          |
| Brunei                    | beIN Sports         |
| Kambodzsa                 | beIN Sports         |
| Hongkong                  | beIN Sports         |
| Laosz                     | beIN Sports         |
| Malajzia                  | beIN Sports         |
| Szingapúr                 | beIN Sports         |
| Thaiföld                  | beIN Sports         |
| Indonézia                 | Emtek               |
| Indiai szubkontinens      | Sony Sports Network |
| Új-Zéland                 | beIN Sports         |
| A csendes-óceáni szigetek | Digicel             |
| USA                       | Paramount+ (angol)  |
| USA                       | TUDN (spanyol)      |